# エウフェミオ・カブラル
エウフェミオ・ラウール・フェルナンデス・カブラル（Eufemio Raúl Fernández Cabral、1955年3月21日 - ）は、パラグアイ・アスンシオン出身の元同国代表サッカー選手。現役時代のポジションはMF。

## 略歴
1986年6月、メキシコにて開催された1986 FIFAワールドカップのパラグアイ代表メンバー。カブラルのスペインでの経歴を買ってカジェタノ・レ監督が招集したものの、本大会での出番は訪れず、チームもベスト16でイングランド代表に0-3で完敗した。
また、1976年から1985年にかけてプレーしたスペインでは、1978-79シーズンに所属していたバレンシアCFでコパ・デル・レイ優勝を経験した。